# Renáta
A Renáta latin eredetű női név, a Renátusz férfinév női párja. Jelentése újjászületés, újjászületett.

## Rokon nevek
- Röné:[1] a Renáta francia alakváltozatából ered.[3]

## Gyakorisága
Az 1990-es években a Renáta igen gyakori, a Röné szórványos név, a 2000-es években a Renáta a 65-84. leggyakoribb női név, a Röné nincs az első százban.

## Névnap
Renáta
- május 22.[2]
- május 23.[2]
- október 6.[2]
- november 12.[2]

Röné
- május 23.[3]

## Híres Renáták és Rönék
„Renáta” utónevű személyek szócikkeinek listája a Wikidata alapján